# Bolesławowo (Gran Polonia)
Bolesławowo [pronunciación en polaco: /bɔlɛswaˈvɔvɔ/] Es un pueblo en el distrito administrativo de Gmina Kleczew, dentro de Distrito de Konin, Voivodato de Gran Polonia, en el centro-oeste de Polonia. Se encuentra aproximadamente 4 kilómetros al norte de Kleczew, 22 kilómetros al norte de Konin, y 85 kilómetros al este de la capital regional, Poznań.